# DSC Neusalz
DSC Neusalz was een Duitse voetbalclub uit Neusalz an der Oder, dat tegenwoordig het Poolse Nowa Sól is.

## Geschiedenis
De club werd in 1919 opgericht als SV 1919 Neusalz. De club speelde in 1921/22 in de Neder-Silezische voetbalcompetitie. Na dit seizoen werd de Bezirksliga opgericht, die nog maar uit twee reeksen bestond. De club plaatste zich hiervoor. Na een laatste plaats in 1923 moest de club het behoud verzekeren via de eindronde, waar ze in slaagden. Hierna fuseerde de club met Deutscher Hockeyclub Neusalz en nam zo de naam DSC Neusalz aan. Het volgende seizoen werd de competitie in drie groepen verdeeld en de fusieclub werd meteen groepswinnaar. In de eindronde verloren ze met zware 11-3 cijfers van SC Jauer. De volgende jaren gingen de resultaten bergaf, enkel in 1929 kon de club nog een derde plaats behalen. In 1931 werd de club laatste en moest tegen de kampioen van de tweede klasse voor het behoud spelen. De club won, verloor en speelde gelijk tegen Liegnitzer BC en mocht uiteindelijk in de hoogste klasse blijven. Het volgende seizoen eindigde de club samen met SpVgg 1896 Liegnitz laatste en kon zich via een testwedstrijd zeker stellen van het behoud.
In 1933 werd de club zesde, maar omdat na dit seizoen de competitie grondig hervormd werd en de Gauliga Schlesien als nieuwe hoogste klasse ingevoerd werd en enkel de top drie zich hiervoor kwalificeerde moest de club het seizoen erna in de Bezirksliga Niederschlesien van start gaan. De club werd laatste, maar degradeerde niet. Het volgende seizoen werd de club opnieuw laatste en degradeerde nu wel. Hierna slaagde de club er niet meer in terug te keren.
Na het einde van de oorlog werd Grünberg een Poolse stad. De Duitsers werden verdreven en alle Duitse voetbalclubs werden ontbonden.